# Terråkfjorden
Terråkfjorden er en fjord i Bindal kommune i Nordland fylke i Norge. Den er en fortsættelse af Bindalsfjorden på sydsiden af øya Øksninga og går 6,5 kilometer fra Bindalseidet i vest til Terråk i sydøst. Ved Terråk går Osan videre mod sydøst. I nordøst går fjorden Tosen videre ind i landet, mens Sørfjorden går mod sydvest.